# آغوان چاتینیان
آغوان چاتینیان (ارمنی: Աղվան Չատինյան؛ زادهٔ ۲۰ نوامبر ۱۹۲۷) کوهنورد اهل ارمنستان است.